# Kovari
A kovari vagy más néven kettősfésűjű erszényesegér (Dasyuroides byrnei) az emlősök (Mammalia) osztályába ragadozó erszényesek (Dasyuromorphia) rendjébe és a erszényesnyestfélék (Dasyuridae) családjába tartozó faj.
A Dasyuroides nem egyetlen faja.
A fajt 1896-ban írta le Sir Walter Baldwin Spencer és a közeli rokon Dasycercus nembe sorolta Dasycercus byrnei néven. Azóta kiderült, hogy azoktól jelentősen különbözik, így önálló nemet hoztak létre a számára.

## Megjelenése
Testhossza 14-18 centiméter, súlya 70-140 gramm. Viszonylag kis testű, rövid lábú, karcsú testű faj. Testének felső része és oldalai szürkék, hasa fehér. Farkának testéhez közelebb eső fele vöröses színű, míg farka végén hosszú fekete szőrökből álló bojt van. Ezt izgalmi állapotban fésűszerűen fel tudja borzolni az állat. Erről kapta korábban használt magyar nevét (kettősfésűjű erszényes egér). Ma többnyire a bennszülöttektől átvett nevét, a kovarit használják a fajra. A kovari farka 13-14 centiméter hosszú.

## Elterjedése, élőhelye
A kovari az Eyre-tó környékén honos Dél-Ausztrália állam északi részén és Queensland délnyugati területein. Az ezen a vidéken található száraz, füves területek lakója.

## Alfajai
A kovarinak két alfaja ismert:
- Dasyuroides byrnei byrnei - ez az alfaj él az elterjedési terület északi és északkeleti részén
- Dasyuroides byrnei pallidior - ez az alfaj él az elterjedési terület déli és délnyugati részén

## Életmódja
Elsősorban éjszakai életmódú faj, de néha megfigyelhető nappal is, elsősorban napfürdőzés közben. Pihenőhelyül maga ásta vagy más apróbb állatoktól átvett (nemegyszer a tulajdonos elfogyasztása után) apróbb üregek szolgálnak. Ezekben száraz füvekből épít nyugvóhelyet magának. Elsősorban talajlakó faj, de szükség esetén ügyesen felmászik fákra is. Territoriális faj, saját revírjét bűzmirigyével jelöli meg. Szociális viselkedése sok tekintetben nem ismert. Elsősorban magányosan élő fajnak tekintik, de fogságban minden különösebb probléma nélkül lehet több egyedet is azonos helyen tartani.
Húsevő faj, méretéhez képest elszánt vadász, minden kisebb állatot, melyet el tud fogyasztani legyűr. Elsősorban rovarokat, pókokat, apróbb gyíkokat fogyaszt, de ha alkalma nyílik rá kifosztja a földön fészkelő madarak fészkét, olykor a tojásokon kotló apróbb madarakat is elejtheti. Előszeretettel vadászik az Ausztráliában honos, száraz területeken élő egérfélékre is.

## Szaporodása
30-36 napos vemhességi idő után a nőstény 3-7 (többnyire 5 vagy 6) kölyköt hoz a világra. A fiatal állatok életük első 8 hetét anyjuk erszényében töltik. Ezt követően előmásznak onnan és sokáig hordja a nőstény őket a testén. Három hónapos korukra lesznek kifejlettek és féléves korukra már ivarérettek is. A nőstények általában évenként kettő almot hoznak a világra. A kifejlett egyedek élettartama a szabad természetben nagyjából négy évre tehető. Fogságban sokkal tovább, akár hét évig is elélhet.

## Természetvédelmi helyzete
A kovarira elsősorban a betelepített emlős ragadozók (mindenekelőtt a vörös rókák) jelentenek nagy veszélyt. Emellett élőhelyük eltűnése (marhalegelőkké alakítása) is nagyon lecsökkentette számukat. Egykori elterjedési területük egy részéről (például az Északi terület déli vidékeiről) már ki is halt a faj. 
Mindezek miatt a Természetvédelmi Világszövetség Vörös Listáján a fajt a „sebezhető” kategóriába sorolja.
Összehangolt tenyésztéssel próbálják meg megmenteni a fajt. Európában az Európai Állatkertek és Akváriumok Szövetsége felügyelete alá tartozó Európai Veszélyeztetett Fajok Programja (EEP) keretében tenyésztik a faj egyedeit.

## Fordítás
- Ez a szócikk részben vagy egészben  a   Doppelkamm-Beutelmaus című német Wikipédia-szócikk ezen változatának fordításán alapul.  Az eredeti cikk szerkesztőit annak laptörténete sorolja fel. Ez a jelzés csupán a megfogalmazás eredetét és a szerzői jogokat jelzi, nem szolgál a cikkben szereplő információk forrásmegjelöléseként.